# Возвращение в долину гигантов
Возвращение в долину гигантов (англ. Return to the valley of the giants) — фотомонтаж с изображением археологических раскопок гигантского человекоподобного скелета, занявший в 2002 году третье место в конкурсе графического дизайна «Археологические аномалии–2», который проводился на сайте www.worth1000.com. Вскоре после публикации фото широко распространилось в интернете и с сопутствующими статьями было опубликовано некоторыми средствами массовой информации как доказательство существования древней расы гигантов, упоминания о которой содержатся в Библии и мифах многих народов. После того, как недоразумение было обнаружено, автор фотомонтажа, известный под псевдонимом IronKite, получил определённую известность в сообществах графических дизайнеров и исследователей аномальных явлений.

## История
В 2004 году в Интернете и некоторых печатных изданиях распространилась фотография с археологических раскопок гигантского человекоподобного скелета. Исходя из размеров фигур археологов, имевшихся на том же снимке, длина скелета оценивалась в 18—24 метра. В первых интернет-сообщениях утверждалось, что находка сделана в пустыне на западе Индии экспедицией National Geographic. По сообщению источника, территория раскопок оцеплена индийской армией, а все подробности засекречены. В сообщении говорилось также о находках каменных табличек с древними надписями на санскрите, согласно которым скелеты принадлежали мифическим гигантам ракшасам, которые бросили вызов богам и были уничтожены ими.
Другой вариант этой истории был опубликован 24 апреля 2004 года в бангладешской газете «The New Nation». По версии этой газеты, находка была сделана в пустыне на юго-востоке Саудовской Аравии поисковой группой компании Saudi Aramco, проводившей поиск месторождений природного газа. Также утверждалось, что в захоронении были найдены таблички с надписями на арабском языке, согласно которым останки принадлежали представителям древнего племени Аад, потомкам упоминающегося в Библии и Коране ветхозаветного пророка Ноя. Племя бросило вызов предначертаниям Аллаха и было уничтожено им. Место находки было оцеплено саудовскими войсками, снимок сделан с военного вертолёта.
Аналогичные статьи были напечатаны в мартовском номере за 2007 год индийского журнала «Hindu Voice», издающегося в Мумбаи, а затем в некоторых других печатных средствах массовой информации.
Элементарная экспертиза фотографии, сделанная центром изучения паранормальных явлений Rationalist International обнаружила, что независимых источников информации о находке не существует, а сам снимок несёт на себе следы программной обработки при помощи графического редактора. Наиболее очевидным признаком подделки было разное направление и интенсивность теней, отбрасываемых гигантским скелетом и окружающими его предметами. Более подробное исследование показало, что фото является монтажом фрагментов нескольких изображений. По всей видимости, это был снимок реальных археологических раскопок, в центральную часть которого вмонтировано увеличенное изображение человеческого скелета.
Вскоре был обнаружен один из оригинальных снимков, послуживших материалом для монтажа. Он был сделан 16 сентября 2000 года в местечке Хайд-Парк (англ. Hyde Park, шт. Нью-Йорк), где палеонтологическая группа Корнеллского университета под руководством профессора Джона Чимента (англ. John Chiment) проводила раскопки останков мастодонта возрастом от 14 до 11 тыс. лет.
В дальнейшем был установлен источник фотомонтажа. Он был опубликован на сайте www.worth1000.com, где проводился конкурс мастеров графического дизайна под названием «Археологические аномалии». Целью участников конкурса было создание изображений, иллюстрирующих вымышленные археологические находки. На сайте публикуются работы различной направленности, начиная от откровенно юмористических и кончая качественными имитациями фото археологических раскопок. Автор работы, канадский художник-иллюстратор, известный под псевдонимом IronKite (рус. железный воздушный змей), в электронном письме сообщил редакции журнала National Geographic, что он не преследовал цель ввести кого-либо в заблуждение.